# Lara Fabian
Lara Fabian er en belgisk frankofon singer-songwriter. Hun er født 9. januar 1970 (55 år) i Etterbeek i Belgien som Lara Crokaert.

## Diskografi

### Studiealbums
- 1991 : Lara Fabian
- 1994 : Carpe Diem (med Je suis malade)
- 1996 : Pure
- 1999 : Lara Fabian (album på engelsk)
- 2001 : Nue
- 2004 : A Wonderful Life (album på engelsk)
- 2005 : 9
- 2009 : Toutes les femmes en moi (En hyldest til de frankofone sangerinder som Françoise Hardy, Édith Piaf, Catherine Lara[1])
- 2009 : Every Woman In Me (en hyldes til de anglofoen sangerinder som Barbra Streisand, Annie Lennox, Sarah McLachlan[2])
- 2010 : Mademoiselle Zhivago (med den russiske komponist Igor Krutoj)
- 2012 : Le secret

### Livealbums
- 1998 : Lara Fabian Live 98 (med Requiem pour un fou med Johnny Hallyday)
- 2002 : Live 2002
- 2003 : Lara Fabian : Live En Toute Intimité
- 2006 : Un Regard 9 – Live

### Sangskriver
Lara har skrevet omkring 56 sange til sine egne albums, men derudover har hun skrevet sange til andre sangere deriblandt:
- Inévitablement til Nolwenn Leroy
- De la Peau til Sandy Valentino
- Dis-moi que tu m’aimes til Chimène Badi
- Donne til Myriam Abel
- Faire semblant til Cristina Marocco
- Avant til Daniel Lévi
- Je me pardonne til Rick Allison